# Oberdüssel

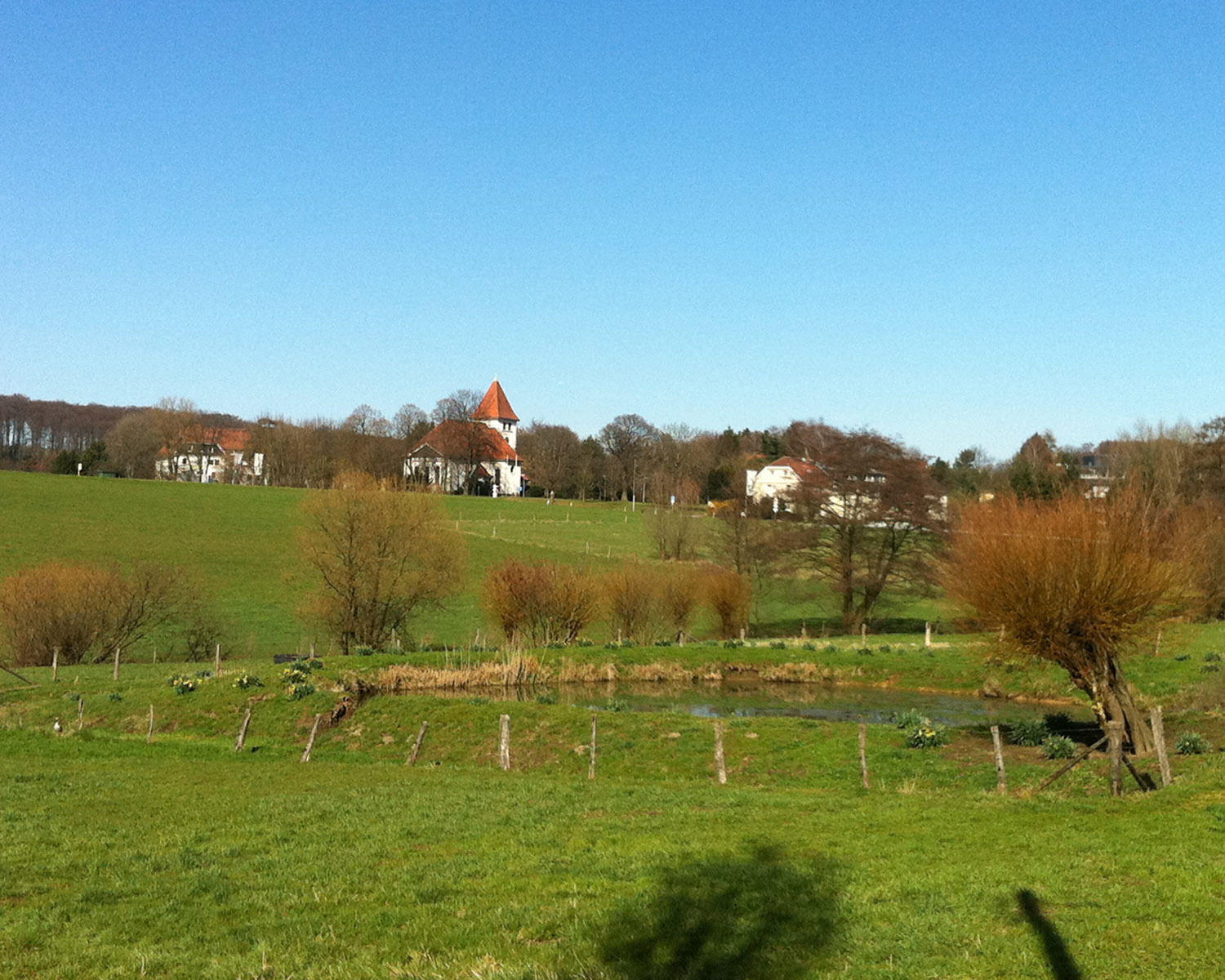
Blick vom Unterdüsseler Weg auf das Gelände der BDA in Oberdüssel

Oberdüssel ist eine Gemarkung (Schlüsselnummer 3422) im Osten von Wülfrath (NRW). Sie geht auf die bergische Honschaft Oberdüssel der Herrschaft Schöller im Amt Solingen zurück, die von der Wasserburg Düssel aus verwaltet wurde.

## Beschreibung
Im 19. Jahrhundert war Oberdüssel eine selbstständige Landgemeinde in der Bürgermeisterei Wülfrath. Zu dieser gehörten 1888 die Wohnplätze Alt Blomtrath, Aprath, Aprather Mühle, Bäumchen, Blomtrathshäuschen, Blumenthal, Bölkum, Braken, Buschgarten, Dreden, Düsselthal, Eckbusch, Eigen, Eschenkamp, Fredenhof, Friedensthal, Furth, Gelegenheit, Groß Höfchen, Grünewald, Herrthal, Hinsenhaus, Hugenbruch, Jungholz, Klein Höfchen, Knappsack, Kohleiche, Kothen, Koxhof, Krahnheide, Kusenheide, Langensiepen, Zum Löh, Melandersbruch, Neu Blomtrath, Neuenhaus, Neu Wildenbruch, Obenaprath, Radenberg, Rehfuß, Rosenland, Schmalt, Schmalterplatz, Schönefeld, Schwarzes Haus, Siepen, Steinbergsspliß, Stippelsmühle, Thiemeshof, Weiher, Wildenbruch, Winkelsen und Wüstenhof.
1929 wurde der östliche Teil der Gemarkung in Wuppertal eingemeindet, darunter die Wohnplätze Eckbusch, Eschenkamp, Groß Höfchen, Hugenbruch, Klein Höfchen, Kohleiche, Kothen, Löh, Melandersbruch, Neuenhaus, Obenaprath, Schmalt, Siepen und Steinbergsspliß.
Wüst gefallen sind die Wohnplätze Kothen und Steinbergsspliß.
In der Gemarkung befindet sich die Quelle des Flusses Düssel, im Süden durchfließt der Eigenbach, der Oberdüssel von der Gemarkung Unterdüssel mit der Hofschaft Hugenbruch trennt.
Um die nahe gelegenen Hofschaft Eigen hat die Bergische Diakonie Aprath (BDA) verschiedene Einrichtungen der Altenhilfe, Kinder- und Jugendhilfe sowie Einrichtungen des sozialtherapeutischen Verbunds untergebracht, die unter der Standortbezeichnung Oberdüssel geführt werden, sodass mit Oberdüssel in der Regel die Siedlung der Bergischen Diakonie assoziiert wird. Auch die Bushaltestellen des SB69 sind mit Oberdüssel Bergische Diakonie und Oberdüssel Schule benannt.
Zur Siedlung gehören zahlreiche Funktionsgebäude der BDA für rund 1000 Mitarbeiter sowie eine kleine Kirche und einige wenige Wohngebäude. Einige Hundert Meter westlich der Siedlung liegt das derzeit ungenutzte Gebäude der ehemaligen Volksschule Oberdüssel.

## Verkehrsinfrastruktur

### Bahnstrecke
Oberdüssel hatte eine verkehrsgeschichtliche Bedeutung, da am Abzweig Oberdüssel seit 1886 die Trasse der Niederbergbahn von der 1847 eröffneten Bahnstrecke Wuppertal-Vohwinkel–Essen-Überruhr (Prinz-Wilhelm-Eisenbahn) abzweigte. Dieser Abzweig wurde allerdings 1979 stillgelegt, in den 1990er Jahren wurde der beschrankte Bahnübergang über die K22 durch eine Brücke ersetzt. Heute beginnt hier die eigentliche autofreie Trasse des Panoramaradweg Niederbergbahn nach Essen-Kettwig.

### Verkehrsanbindung
Die Ortschaft wird über die Kreisstraße 22 von Wülfrath-Koxhof nach Wuppertal-Katernberg verbunden (in beiden Städten als Oberdüsseler Weg mit jeweils Richtung Oberdüssel aufsteigenden Hausnummern bezeichnet). In der Nähe überquert die Bundesautobahn 535 mit der Talbrücke Oberdüssel das Tal und die Bahnstrecke. Die die Siedlung in zwei mit einem Bahnübergang verbundene Teile trennende Bahntrasse hat in Oberdüssel keinen Bahnhof, nächste Stationen sind die Haltepunkte Wülfrath-Aprath und  Velbert-Rosenhügel, die von der Linie S 9 der S-Bahn Rhein-Ruhr bedient werden. Einziges öffentliches Verkehrsmittel vor Ort ist die tagsüber stündlich verkehrende Schnellbuslinie 69 zwischen Wülfrath und Wuppertal.